# Championnat de Belgique de football de quatrième division 2010-2011
Navigation
Saison précédente Saison suivante
Cette page présente la cinquante-neuvième édition du championnat de Promotion (D4) belge.
La procédure reste identique aux saisons précédentes : le champion de chaque série est promu en Division 3. Dans chaque série, les vainqueurs de période (de 10 matches chacune) et/ ou les équipes classées directement sous le champion (si le champion a gagné une ou plusieurs périodes, ou si un même club gagne plus d'une période) sont qualifiées pour le Tour final des Promotions.
Les équipes classées à la 13e place dans les différentes séries doivent disputer des « barrages pour le maintien ». Les trois derniers de chaque série sont relégués en séries provinciales.
Les Géants Athois réalisent une superbe fin de saison et empoche un titre quelque peu inattendu. R. FC Union La Calamine émerge dans sa série après lutte serrée avec Walhain et Ciney. Par contre le RC de Malines, dont c'est la toute première saison au 4e niveau, et le Patro Eisden dominent leur série respective.
Coiffé sur le fil au terme de la saison régulière, Mouscron-Péruwelz réussit son  tour final et monte en D3 en compagnie de Wijgmaal. En termes de numéro de matricule, ces deux clubs ont déjà connu le 3e niveau, mais si pour les Hennuyers c'est une remontée directe (ils étaient descendus sous le nom de RC. Péruwelz) pour les Brabançons il faut remonter à 1969.

## Organisation - Réglementation
Les clubs participants sont ventilés en quatre séries selon des critères géographiques. Une convention veut que dans la mesure du possible une même poule comprenne des équipes venant de trois provinces différentes.
Les quatre groupes ont une valeur identique quelle que soit leur appellation (A, B, C ou D). Le champion d'une série est promu direct en  Division 3 pour la saison suivante.
Les trois derniers de chaque série sont relégués en Division 1 de leur province (P1).

### Champions de périodes
Dans chaque série, la compétition est partagée en trois périodes (aussi familièrement appelées « tranches ») de dix rencontres. Chaque période donne lieu à un classement distinct. Le club qui termine en tête à la fin d'une période est désigné « champion de période » et directement qualifié (à condition de ne pas terminer en position de barragiste ou de relégué au classement général final) pour le tour final pour la montée.

### Tour final pour la montée
Par série, les trois champions de période se qualifient pour un tour final en vue d'une montée éventuelle. Dans certains cas, le classement général final désigne un qualifié (un club champion a gagné une ou plusieurs périodes, un même club a gagné plusieurs périodes, un champion de période termine sous la 12e place au classement général final).

### Barrages pour la descente
Le 13e classé de chaque série prend part aux barrages pour le maintien.

## Litiges dans la Série A
Durant le second tour la « série A » est perturbée un litige concernant le PAC Buzet. Le club subit onze forfaits qui lui font perdre 9 points et lui enlèvre toutes chances de maintien. Le PAC Buzet a aligné Yasin El Badri non qualifié.
La R. JS Taminoise qui est à l'origine de la réclamation contre le PAC Buzet récupère deux points en perd dans un autre dossier, celui du joueur Carl Del Fabbro non-qualifié car son contrat n'est pas réglementairement notifié. Tamines perd aussi la dernière rencontre (1-1) par forfait à la suite d'incidents qui émaillent la rentrée aux vestiaires. Dans les échauffourées, le gardien taminois Manory Delferière (carte rouge à la 93e) est d'abord suspendu pour 4 rencontres mais voit sa peine ramené à 1 en appel.
Les différentes procédures entamées par les clubs laissent planer certaines indécisions et la lecture claire du classement s'en trouve perturbée.

## Disparition de Willebroek
Très sérieusement endetté, le K. VC Willeboek-Meerhof se retrouve mis en "interdiction d'activités sportives"  trois semaines avant la fin de la compétition. Sa direction ne pouvant trouvé de solution, le vieux « matricule 85 » est radié à la fin de la saison.
Compte tenu de l'aspect tardif de la sanction de non-activité, aucun forfait général n'est décrété et le classement reste en l'état.

## Nouveau déménagement du matricule 94
À peine deux ans après avoir quitté l'agglomération de Charleroi, le matricule 94 choisit d'y retourner à la fin de cette saison. L'ancien R. ASC Couillet est devenu Football Couillet-La Louvière en 2009 quand il opte pour jouer au Stade du Tivoli. Le club prend la dénomination de Football Club Charleroi et reprend ses quartiers au stade de La Neuville de Montignies-sur-Sambre.
Ce revirement provient du choix des dirigeants de l'US Centre de s'installer à leur tour au Tivoli louviérois et de prendre le nom d'Union Royale La Louvière Centre.

## Clubs participants
Soixante-quatre clubs prennent part à cette édition, soit le même nombre que lors de la saison précédente. Les clubs sont répartis en quatre séries de 16 équipes.

### Série A
| #  | Nom                                      | Mat. | Ville              | Stades                   | Provinces       | En Prom depuis  | Total en Prom. | S. précédente               |
| -- | ---------------------------------------- | ---- | ------------------ | ------------------------ | --------------- | --------------- | -------------- | --------------------------- |
| 1  | Koninklijke Voetbal Klub Ieper           | 100  | Ypres              | Crackstadion             | Fl. occidentale | 2010-2011 (1re) | 22 saisons     | Division 3 17e Série A''    |
| 2  | Koninklijke Sportvereniging Sottegem     | 225  | Zottegem           | ???                      | Fl. orientale   | 2010-2011 (1re) | 22 saisons     | Division 3 17e Série A''    |
| 3  | Royal Mouscron-Péruwelz                  | 216  | Mouscron           | Le Canonnier             | Hainaut         | 2010-2011 (1re) | 3 saisons      | Division 3 16e Série B      |
| 4  | Koninklijke Racing Club Gent-Zeehaven    | 11   | Oostakker          | PGB-stadion              | Fl. orientale   | 2009-2010 (2e)  | 25 saisons     | 5e Série A                  |
| 5  | Football Couillet-La Louvière            | 94   | La Louvière        | stade du Tivoli          | Hainaut         | 2008-2009 (3e)  | 8 saisons      | 10e Série A                 |
| 6  | Koninklijke Sportvereniging Diksmuide    | 1972 | Dixmude            | KSV Diksmuide-stadion    | Fl. occidentale | 2004-2005 (8e)  | 9 saisons      | 8e Série A                  |
| 7  | Koninklijke Blue Star Poperinge          | 3172 | Poperinge          | Complex Don Bosco        | Fl. occidentale | 2009-2010 (3e)  | 3 saisons      | 7e Série A                  |
| 8  | Koninklijke Football Club Sparta Petegem | 3821 | Petegem            | Sparta Petegemstadion    | Fl. orientale   | 2008-2009 (4e)  | 4 saisons      | 3e Série A                  |
| 9  | Royale Jeunesse Sportive Taminoise       | 3939 | Tamines            | stade Michaux            | Namur           | 2006-2007 (5e)  | 9 saisons      | 7e Série D                  |
| 10 | Koninklijke Sint-Eloois-Winkel Sport     | 4408 | Sint-Eloois-Winkel | St-Eloois-Winkelsstadion | Fl. occidentale | 1999-2000 (13e) | 13 saisons     | 12e Série A                 |
| 11 | Sportkring Berlare                       | 7850 | Berlare            | Puitenstadion            | Fl. orientale   | 2008-2009 (4e)  | 4 saisons      | 13e Série B                 |
| 12 | Sportkring Terjoden-Welle                | 4133 | Denderleeuw        | van Roystadion           | Fl. orientale   | 2010-2011 (1re) | 1 saison       | Tour final P1 Fl. orientale |
| 13 | Royale Union St-Ghislain-Tertre-Hautrage | 1708 | Tertre             | stade Arthur Bavier      | Hainaut         | 2009-2010 (1re) | 1 saison       | Tour final interprovincial  |
| 14 | Sportkring Eernegem                      | 2777 | Eernegem           | SK Eernegemstadion       | Fl. occidentale | 2010-2011 (1re) | 10 saisons     | Champion provincial         |
| 15 | Koninklijke Eendracht Appelterre-Eichem  | 3964 | Appelterre-Eichem  | ???                      | Fl. orientale   | 2009-2010 (1re) | 1 saison       | Champion provincial         |
| 16 | Pont-à-Celles-Buzet                      | 7021 | Pont-à-Celles      | ???                      | Hainaut         | 2009-2010 (1re) | 1 saison       | Champion provincial         |

### Localisation Série A
| \| Dixmude Poperinge Ypres Eernegem St-Eloois-W Gand Petegem T-Welle Appelterre Ath RMP RUSGTH FCLL Tamines Sottegem PAC Buzet \| Localisation des clubs engagés en Promotion A 2010-2011 |
| Dixmude Poperinge Ypres Eernegem St-Eloois-W Gand Petegem T-Welle Appelterre Ath RMP RUSGTH FCLL Tamines Sottegem PAC Buzet                                                               |

### Série B
| #  | Nom                                                 | Mat. | Ville                  | Stades                        | Provinces     | En Prom depuis  | Total en Prom. | S. précédente          |
| -- | --------------------------------------------------- | ---- | ---------------------- | ----------------------------- | ------------- | --------------- | -------------- | ---------------------- |
| 1  | Koninklijke Racing Club Mechelen                    | 24   | Malines                | Oscar Van Kesbeekestadion     | Anvers        | 2010-2011 (1re) | 1 saison       | Division 3 18e Série B |
| 2  | Koninklijke Voetbal Club Willebroek-Meerhof         | 81   | Willebroek             | ???                           | Anvers        | 2010-2011 (1re) | 22 saisons     | Division 3 19e Série A |
| 3  | Koninklijke Berchem Sport 2004                      | 28   | Berchem                | stade Ludo Coeck              | Anvers        | 2004-2005 (6e)  | 10 saisons     | 12e Série B            |
| 4  | Koninklijke Football Club Duffel                    | 284  | Duffel                 | Sportcentrum Duffel           | Anvers        | 2008-2009 (4e)  | 41 saisons     | 6e Série B             |
| 5  | Koninklijke Football Club Eendracht Zele            | 1046 | Zele                   | ???                           | Fl. orientale | 2006-2007 (5e)  | 13 saisons     | 11e Série A            |
| 6  | Koninklijke Olympia Sport Club Wijgmaal             | 1349 | Wijgmaal               | ???                           | Brabant       | 2006-2007 (5e)  | 27 saisons     | 4e Série B             |
| 7  | Koninklijke Londerzeel Sportkring                   | 3630 | Londerzeel             | Burgmeester A. Lambertstadion | Brabant       | 2008-2009 (3e)  | 19 saisons     | 11e Série B            |
| 8  | Koninklijke Sportkring St-Paulus Opwijk             | 4013 | Opwijk                 | ???                           | Brabant       | 2005-2006 (6e)  | 11 saisons     | 13e Série B            |
| 9  | Koninklijke Football Club Sporting Sint-Gillis/Waas | 4385 | Sint-Gillis-Waas       | Sportcomplex Houtwoort        | Fl. orientale | 2009-2010 (2e)  | 9 saisons      | 7e Série B             |
| 10 | Koninkjlijke Dilbeek Sport                          | 6325 | Dilbeek                | Roelandsveldstadion           | Brabant       | 2008-2009 (3e)  | 8 saisons      | 9e Série B             |
| 11 | Koninklijke Lyra Turn-en-Sportveriging              | 7776 | Lierre                 | Lyrastadion                   | Anvers        | 2005-2006 (6e)  | 16 saisons     | 8e Série B             |
| 12 | Sportkring Berlare                                  | 7850 | Berlare                | Puitenstadion                 | Fl. orientale | 2008-2009 (3e)  | 3 saisons      | 6e Série A             |
| 13 | Koninklijke Verbroedering Meldert                   | 8126 | Meldert                | van den Steen-Demeystadion    | Fl. orientale | 2004-2005 (7e)  | 12 saisons     | 5e Série B             |
| 14 | Tempo Overijse Maleizen-Tombeek                     | 8715 | Overijse               | Complex Hagaard               | Brabant       | 2009-2010 (2e)  | 7 saisons      | 10e Série B            |
| 15 | K. Everbeur Sport Averbode                          | 2030 | Averbode               | ???                           | Brabant       | 2010-2011 (1re) | 2 saisons      | Tour final P1 Brabant  |
| 16 | Koninklijke Football Club Katelijne-Waver           | 4453 | Wavre-Sainte-Catherine | FC Katelijnestadion           | Anvers        | 2010-2011 (1re) | 1 saison       | Tour final P1 Anvers   |

### Localisation Série B
| \| Wijgmaal RC Mechelen Berlare Zele Meldert St-Gillis-W. Berchem Lyra KCW-M Duffel Katelijne KLSK Dilbeek Overijse Everbeur Opwijk \| Localisation des clubs engagés en Promotion B 2010-2011 |
| Wijgmaal RC Mechelen Berlare Zele Meldert St-Gillis-W. Berchem Lyra KCW-M Duffel Katelijne KLSK Dilbeek Overijse Everbeur Opwijk                                                               |

### Série C
| #  | Nom                                                  | Mat. | Ville          | Stades                          | Provinces | En Prom depuis  | Total en Prom. | S. précédente              |
| -- | ---------------------------------------------------- | ---- | -------------- | ------------------------------- | --------- | --------------- | -------------- | -------------------------- |
| 1  | K. SK Tongeren HM                                    | 54   | Tongres        | Eburons Dôme Sportoase Ambiorix | Limbourg  | 2010-2011 (1re) | 8 saisons      | Division 3 16e Série B     |
| 2  | Excelsior Veldwezelt                                 | 3624 | Veldwezelt     | Excelsiorstadion                | Limbourg  | 2010-2011 (1re) | 6 saisons      | Division 3 17e Série B     |
| 3  | Koninklijke Football Club Zwarte Leeuw               | 1124 | Rijkevorsel    | Louis van Roeystadion           | Anvers    | 2009-2010 (2e)  | 26 saisons     | 7e Série C                 |
| 4  | Koninklijke Football Club Sint-Lenaarts              | 1357 | Sint-Lenaarts  | KFC St-Lenaarts Complex         | Anvers    | 2007-2008 (4e)  | 4 saisons      | 4e Série C                 |
| 5  | Koninklijke Witgoor Sport Dessel                     | 2065 | Dessel         | Witgoorstadion                  | Anvers    | 2006-2007 (5e)  | 18 saisons     | 13e Série C                |
| 6  | Koninklijke Overpeltse Voetbalvereniging             | 2082 | Overpelt       | Sportpark De Leukens            | Limbourg  | 2009-2010 (2e)  | 3 saisons      | 9e Série C                 |
| 7  | Koninklijke Voetbalvereniging Heusden-Zolder         | 5894 | Heusden        | ???                             | Limbourg  | 1999-2000 (12e) | 12 saisons     | 12e Série C                |
| 8  | Koninklijke Sportkring Bree                          | 2583 | Brée           | KSK Breestadion                 | Limbourg  | 2009-2010 (2e)  | 24 saisons     | 11e Série C                |
| 9  | Koninklijke Football Club Lille                      | 2618 | Lille          | ???                             | Anvers    | 2006-2007 (5e)  | 14 saisons     | 8e Série C                 |
| 10 | Patro Eisden Maasmechelen                            | 3434 | Maasmechelen   | ???                             | Limbourg  | 2005-2006 (6e)  | 7 saisons      | 6e Série C                 |
| 11 | Koninklijke Excelsior Sportkring Leopoldsburg        | 3904 | Heppen         | Heppenstadion                   | Limbourg  | 2006-2007 (5e)  | 13 saisons     | 3e Série C                 |
| 12 | Koninklijke Football Club Oosterzonen Oosterwijk     | 3970 | Westerlo       | KFC Oosterzonenstadion          | Anvers    | 2009-2010 (2e)  | 2 saisons      | 3e Série B                 |
| 13 | Spouwen-Mopertingen                                  | 5775 | Mopertingen    | Complex Blokstraat              | Limbourg  | 2003-2004 (8e)  | 26 saisons     | 5e Série C                 |
| 14 | Koninklijke Lutlommel Voetbalvereniging              | 2770 | Lutlommel      | ???                             | Limbourg  | 2010-2011 (1re) | 1 saison       | Champion provincial        |
| 15 | Koninklijke Football Club De Kempen Tielen-Lichtaart | 4469 | Tielen         | KFC De Kempenstadion            | Anvers    | 2010-2011 (1re) | 2 saisons      | Champion provincial        |
| 16 | Koninklijke Herk Football Club                       | 5155 | Herck-la-Ville | Herk-de-Stad FC-stadion         | Limbourg  | 2010-2011 (1re) | 1 saisons      | Tour final interprovincial |

### Localisation Série C
| \| Zw. Leeuw St-Lenaarts De Kempen Witgoor Oosterzonen Overpelt Bree B-Léopold Herk Veldwezelt Spouwen-Mop. Tongres Lutlommel Heusden-Z Patro Lille \| Localisation des clubs engagés en Promotion C 2010-2011 |
| Zw. Leeuw St-Lenaarts De Kempen Witgoor Oosterzonen Overpelt Bree B-Léopold Herk Veldwezelt Spouwen-Mop. Tongres Lutlommel Heusden-Z Patro Lille                                                               |

### Série D
| #  | Nom                                        | Mat. | Ville            | Stades                         | Provinces  | En Prom depuis  | Total en Prom. | S. précédente              |
| -- | ------------------------------------------ | ---- | ---------------- | ------------------------------ | ---------- | --------------- | -------------- | -------------------------- |
| 1  | Royal Football Club Sérésien               | 23   | Seraing          | stade du Pairay                | Liège      | 2009-2010 (3e)  | 23 saisons     | 6eSérie D                  |
| 2  | Royal Football Club Hannutois              | 215  | Hannut           | stade A. Ducarme               | Liège      | 2004-2005 (7e)  | 19 saisons     | 12eSérie D                 |
| 3  | Royal Sprimont Comblain Sport              | 260  | Sprimont         | stade du Tultay                | Liège      | 2008-2009 (4e)  | 6 saisons      | 3eSérie D                  |
| 4  | Royale Union Wallonne Ciney                | 460  | Ciney            | stade Lambert                  | Namur      | 2005-2006 (7e)  | 23 saisons     | 5eSérie D                  |
| 5  | Royal Football Club Union La Calamine      | 526  | La Calamine      | stade Prince Philippe          | Liège      | 2009-2010 (2e)  | 9 saisons      | 10eSérie C                 |
| 6  | Royale Jeunesse Sportive Bas-Oha           | 1654 | Bas-Oha          | Complexe JS Bas-Oha            | Liège      | 2009-2010 (2e)  | 14 saisons     | 11eSérie D                 |
| 7  | Royal Football Club Turkania Faymonville   | 1798 | Faymonville      | rue du Robrou                  | Liège      | 2006-2007 (6e)  | 6 saisons      | 2eSérie C                  |
| 8  | Royal Aywaille Football Club               | 1979 | Aywaille         | avenue de la Porallée          | Liège      | 2009-2010 (3e)  | 3 saisons      | 11eSérie D                 |
| 9  | Royal Racing Club Hamoir                   | 3114 | Hamoir           | rue du Moulin                  | Liège      | 2009-2010 (3e)  | 5 saisons      | 8eSérie D                  |
| 10 | Royal Wallonia Walhain Chaumont-Gistoux    | 3262 | Walhain          | stade des Boscailles           | Brabant    | 2007-2008 (5e)  | 6 saisons      | 2eSérie D                  |
| 11 | Royale Union Sportive Givry                | 6237 | Givry            | stade de la RUS Givry          | Luxembourg | 2009-2010 (3e)  | 3 saisons      | 7eSérie D                  |
| 12 | Royal Léopold Uccle Football Club          | 5    | Uccle            | stade de la Chéé de Neerstalle | Brabant    | 2010-2011 (1re) | 7 saisons      | Champion provincial        |
| 13 | Royal Racing Football Club Montegnée       | 77   | Montegnée        | stade rue Branche Planchard    | Liège      | 2010-2011 (1re) | 19 saisons     | Tour final interprovincial |
| 14 | Royale Entente Sportive Couvin-Mariembourg | 248  | Mariembourg      | stade du roi Soleil            | Namur      | 2010-2011 (1re) | 9 saisons      | Champion provincial        |
| 15 | Royale Étoile Elsautoise                   | 6548 | Elsaute          | stade Léon Crosset             | Liège      | 2010-2011 (1re) | 1 saison       | Champion provincial        |
| 16 | Jeunesse Sportive Habaysienne              | 6556 | Habay-la-Vieille | rue du Bua                     | Luxembourg | 2010-2011 (1re) | 1 saison       | Champion provincial        |

### Localisation Série D
| \| Léopold Seraing Montegnée Elsaute Faymonville Sprimont Aywaille Hamoir Walhain Ciney Givry Habay La Calamine Bas-Oha Hannut Couvin-Mar. \| Localisation des clubs engagés en Promotion D 2010-2011 |
| Léopold Seraing Montegnée Elsaute Faymonville Sprimont Aywaille Hamoir Walhain Ciney Givry Habay La Calamine Bas-Oha Hannut Couvin-Mar.                                                               |

## Classements finaux
Légende
- Champion & Promu en Division 3
- clubs ayant remporté une période de 10 matches et qualifiés pour le Tour final des Promotions
- clubs devant disputer un barrage pour le maintien
- clubs relégué vers les séries provinciales

Abréviations
 : Relégué de Division 3 2009-2010

 : Promu depuis les séries provinciales

### Promotion A
| Rang | Équipe                         | Pts | J  | G  | N  | P  | Bp | Bc | Diff |
| ---- | ------------------------------ | --- | -- | -- | -- | -- | -- | -- | ---- |
| 1    | R. GEANTS ATHOIS               | 69  | 30 | 22 | 3  | 5  | 72 | 27 | +45  |
| 2    | R. Mouscron-Péruwelz           | 69  | 30 | 21 | 6  | 3  | 67 | 17 | +50  |
| 3    | K. FC Sparta Petegem           | 61  | 30 | 19 | 4  | 7  | 71 | 42 | +29  |
| 4    | K. VK Ieper                    | 60  | 30 | 17 | 9  | 4  | 63 | 34 | +29  |
| 6    | SK Eernegem                    | 47  | 30 | 12 | 11 | 7  | 57 | 43 | +14  |
| 5    | K. RC Gent-Zeehaven            | 46  | 30 | 11 | 13 | 6  | 57 | 40 | +17  |
| 7    | K. Blue Star Poperinge         | 41  | 30 | 10 | 11 | 9  | 43 | 42 | +1   |
| 8    | K. SV Diksmuide                | 39  | 30 | 10 | 9  | 11 | 48 | 41 | +7   |
| 9    | SK Terjoden-Welle              | 38  | 30 | 11 | 5  | 14 | 33 | 52 | -19  |
| 10   | Football Couillet-La Louvière  | 37  | 30 | 10 | 7  | 13 | 42 | 47 | -5   |
| 11   | R. Union St-Gh-Tertre-Hautrage | 36  | 30 | 10 | 6  | 14 | 37 | 42 | -5   |
| 12   | K. Sint-Eloois-Winkel Sport    | 34  | 30 | 9  | 7  | 14 | 38 | 52 | -14  |
| 13   | R. JS Taminoise                | 32  | 30 | 9  | 5  | 16 | 34 | 59 | -25  |
| 14   | K. Eendracht Appelterre-Eichem | 24  | 30 | 6  | 6  | 18 | 34 | 64 | -30  |
| 15   | K. SV Sottegem                 | 14  | 30 | 3  | 5  | 22 | 30 | 61 | -31  |
| 16   | PAC Buzet                      | 14  | 30 | 3  | 5  | 22 | 19 | 92 | -73  |

#### Résultats des rencontres de la Série A
| Résultats (▼dom., ►ext.)                                   | APP | ATH | CLL | DIK  | EER  | GEN  | IEP | MOU | PET | PAC  | POP | SEW | TAM  | TER | STG  | SOT  |
| K. Eendr. Appelterre-Eichem                                |     | 1-2 | 1-1 | 0-2  | 1-4  | 1-1  | 0-2 | 2-2 | 0-3 | 0-1  | 2-0 | 3-1 | 0-2  | 2-3 | 3-0  | 1-0  |
| R. Géants Athois                                           | 8-1 |     | 1-1 | 2-1  | 3-0  | 1-2  | 4-0 | 0-2 | 3-2 | 5-0F | 3-0 | 3-1 | 1-0  | 1-2 | 2-1  | 1-1  |
| Football Couillet-La Louvière                              | 1-1 | 0-7 |     | 1-2  | 1-1  | 2-1  | 1-1 | 0-2 | 1-2 | 5-0F | 2-3 | 2-0 | 5-0F | 3-1 | 0-1  | 2-1  |
| K. SV Diksmuide                                            | 0-0 | 1-2 | 0-1 |      | 2-2  | 0-0  | 1-1 | 0-4 | 0-2 | 5-0F | 2-2 | 4-1 | 0-0  | 0-1 | 1-0  | 2-3  |
| SK Eernegem                                                | 3-0 | 1-1 | 2-0 | 2-2  |      | 1-1  | 1-1 | 0-0 | 3-2 | 2-2  | 0-0 | 2-2 | 1-0  | 6-0 | 3-1  | 5-0  |
| K. RC Gent-Zeehaven                                        | 4-4 | 0-2 | 2-0 | 3-4  | 0-1  |      | 1-1 | 0-1 | 2-2 | 6-2  | 2-2 | 2-0 | 2-1  | 3-1 | 2-0  | 3-0  |
| K. VK Ieper                                                | 4-0 | 3-0 | 6-2 | 3-0  | 4-1  | 2-2  |     | 1-5 | 1-2 | 3-1  | 1-0 | 0-2 | 3-1  | 3-3 | 4-0  | 4-0  |
| R. Mouscron-Péruwelz                                       | 3-0 | 0-1 | 1-0 | 4-1  | 6-1  | 2-2  | 0-1 |     | 3-0 | 3-0  | 3-0 | 2-0 | 1-1  | 5-0 | 1-0  | 1-1  |
| K. FC Sparta Petegem                                       | 4-3 | 1-2 | 2-0 | 0-4  | 5-2  | 3-1  | 0-0 | 1-5 |     | 1-0  | 3-3 | 4-0 | 4-1  | 2-0 | 1-1  | 3-1  |
| PAC Buzet                                                  | 4-2 | 2-0 | 1-2 | 0-5F | 0-0  | 0-5F | 1-1 | 2-3 | 0-3 |      | 0-0 | 0-2 | 0-5F | 1-4 | 0-5F | 0-5F |
| K. Blue Star Poperinge                                     | 1-0 | 1-2 | 4-1 | 2-0  | 1-0  | 2-2  | 2-2 | 0-1 | 1-5 | 5-0F |     | 1-1 | 0-3  | 4-1 | 2-0  | 1-1  |
| K. St-Eloois-Winkel Sport                                  | 0-3 | 1-6 | 3-2 | 1-1  | 2-0  | 3-3  | 1-2 | 0-2 | 2-3 | 0-0  | 2-2 |     | 3-0  | 0-2 | 3-0  | 4-0  |
| R. JS Taminoise                                            | 3-0 | 1-3 | 0-3 | 1-6  | 0-5F | 0-0  | 1-3 | 1-0 | 1-4 | 0-0  | 0-0 | 2-0 |      | 4-1 | 1-1  | 3-1  |
| SK Terjoden-Welle                                          | 1-0 | 0-3 | 0-0 | 3-0  | 0-2  | 0-1  | 1-2 | 1-1 | 0-4 | 1-0  | 0-1 | 1-2 | 1-0  |     | 2-0  | 3-2  |
| RU. St-Ghislain Tert.-Haut.                                | 3-2 | 0-1 | 0-2 | 0-0  | 4-1  | 1-1  | 1-3 | 1-2 | 1-0 | 4-2  | 3-1 | 0-0 | 5-0F | 0-0 |      | 2-1  |
| K. SV Sottegem                                             | 0-1 | 1-2 | 1-1 | 0-2  | 2-5  | 1-3  | 0-1 | 0-2 | 1-2 | 5-0F | 0-2 | 0-1 | 1-2  | 0-0 | 1-2  |      |
| - Victoire à domicile - Match nul - Victoire à l'extérieur |     |     |     |      |      |      |     |     |     |      |     |     |      |     |      |      |

- Le PAC Buzet perd onze rencontres par forfait pour avoir aligné un joueur non-qualifié (Y. El Badri).
- La R. JS Taminoise perd tuatre rencontres par forfait. Trois pour avoir aligné un joueur non qualifié (C. Del Fabbro) et une suite à des incidents survenus lors de la rentrée aux vestiaires, après le coup de sifflet final (contre SK Eernegem).

### Promotion B

#### Classement
| Rang | Équipe                        | Pts | J  | G  | N  | P  | Bp | Bc  | Diff |
| ---- | ----------------------------- | --- | -- | -- | -- | -- | -- | --- | ---- |
| 1    | K. RC MECHELEN                | 68  | 30 | 20 | 8  | 2  | 62 | 20  | +42  |
| 2    | K. Londerzeel SK              | 58  | 30 | 16 | 10 | 4  | 66 | 30  | +36  |
| 3    | K. SC Olympia Wijgmaal        | 54  | 30 | 16 | 6  | 8  | 61 | 42  | +19  |
| 4    | Verbroedering Meldert         | 51  | 30 | 15 | 6  | 9  | 62 | 37  | +25  |
| 5    | K. Lyra TSV                   | 46  | 30 | 12 | 10 | 8  | 40 | 35  | +5   |
| 6    | K. FC Katelijne               | 41  | 30 | 12 | 5  | 13 | 55 | 53  | +2   |
| 7    | K. FC Duffel                  | 40  | 30 | 10 | 10 | 10 | 60 | 57  | +3   |
| 8    | K. Dilbeek Sport              | 40  | 30 | 10 | 10 | 10 | 46 | 44  | +2   |
| 9    | Tempo Overijse MT             | 40  | 30 | 10 | 10 | 10 | 37 | 39  | -2   |
| 10   | K. Berchem Sport 2004         | 40  | 30 | 9  | 13 | 8  | 35 | 32  | +3   |
| 11   | K. Everbeur Sport Averbode    | 39  | 30 | 11 | 6  | 13 | 40 | 42  | -2   |
| 12   | K. FC Sporting St-Gillis Waas | 39  | 30 | 10 | 9  | 11 | 48 | 46  | +2   |
| 13   | SK Berlare                    | 38  | 30 | 10 | 8  | 12 | 47 | 43  | +4   |
| 14   | K. FC Eendracht Zele          | 32  | 30 | 7  | 11 | 12 | 33 | 44  | -11  |
| 15   | K. SK St-Paulus Opwijk        | 23  | 30 | 6  | 5  | 19 | 40 | 76  | -36  |
| 16   | K. VC Willebroek-Meerhof      | 6   | 30 | 1  | 3  | 26 | 21 | 113 | -92  |

#### Résultats des rencontres de la Série B
| Résultats (▼dom., ►ext.)                                   | BSP | BER | DIL | DUF  | EVE | KAT | LON | LYR | MEL | OPW | OVE | RCM | SGW | WIJ | WIL  | ZEL |
| K. Berchem Sport 2004                                      |     | 1-1 | 1-1 | 1-1  | 1-0 | 2-0 | 0-2 | 0-0 | 0-1 | 3-1 | 0-2 | 1-1 | 0-1 | 2-2 | 2-0  | 0-2 |
| SK Berlare                                                 | 1-1 |     | 1-2 | 4-4  | 1-2 | 1-2 | 0-2 | 2-0 | 1-2 | 0-2 | 3-1 | 0-2 | 3-1 | 1-1 | 4-2  | 2-0 |
| K. Dilbeek Sort                                            | 1-2 | 0-3 |     | 2-2  | 1-0 | 3-1 | 1-1 | 2-3 | 0-2 | 5-0 | 2-0 | 0-3 | 1-1 | 0-1 | 5-1  | 0-3 |
| K. FC Duffel                                               | 0-0 | 3-3 | 1-1 |      | 0-1 | 3-1 | 1-1 | 2-3 | 2-1 | 0-2 | 5-1 | 1-2 | 4-3 | 2-7 | 5-2  | 5-2 |
| K. Everbeur Sport Averbode                                 | 1-2 | 2-0 | 2-5 | 1-0  |     | 3-4 | 0-3 | 2-2 | 3-1 | 5-2 | 0-1 | 1-3 | 2-1 | 2-2 | 4-0  | 1-3 |
| K. FC Katelijne                                            | 3-2 | 0-2 | 3-3 | 1-2  | 1-0 |     | 2-2 | 1-0 | 1-3 | 0-0 | 2-4 | 3-1 | 3-0 | 0-3 | 6-1  | 2-0 |
| K. Londerzeel SK                                           | 2-2 | 2-1 | 4-1 | 1-1  | 0-0 | 3-2 |     | 2-2 | 3-0 | 3-3 | 2-1 | 0-1 | 0-0 | 3-0 | 4-0  | 1-0 |
| K. Lyra TSV                                                | 0-2 | 1-0 | 1-1 | 3-0  | 1-1 | 1-2 | 3-2 |     | 0-3 | 2-0 | 1-1 | 1-0 | 1-1 | 1-0 | 4-1  | 1-1 |
| Verbroedering Meldert                                      | 2-2 | 0-0 | 0-0 | 3-2  | 1-2 | 3-0 | 1-1 | 3-1 |     | 2-0 | 1-2 | 1-1 | 1-0 | 2-0 | 4-1  | 3-1 |
| K. SK St-Paulus Opwijk                                     | 0-2 | 2-1 | 2-1 | 2-2  | 0-2 | 0-3 | 2-3 | 1-2 | 1-6 |     | 0-2 | 1-7 | 1-3 | 4-4 | 6-0  | 1-2 |
| Tempo Overijse MT                                          | 0-0 | 1-1 | 0-0 | 1-2  | 2-0 | 4-3 | 1-4 | 1-1 | 1-1 | 4-0 |     | 0-2 | 0-0 | 0-3 | 0-1  | 1-1 |
| K. RC Mechelen                                             | 2-0 | 4-2 | 3-0 | 3-1  | 0-0 | 1-1 | 3-0 | 1-0 | 1-1 | 3-1 | 1-1 |     | 2-1 | 3-0 | 2-1  | 1-0 |
| K. FC Sporting St-Gillis/Waas                              | 2-1 | 3-3 | 0-1 | 2-3  | 1-0 | 3-2 | 1-0 | 1-3 | 2-1 | 4-1 | 1-1 | 1-1 |     | 4-5 | 4-0  | 2-0 |
| K. Olympia SC Wijgmaal                                     | 1-1 | 0-1 | 2-3 | 3-1  | 2-0 | 2-0 | 1-3 | 2-1 | 3-1 | 2-1 | 2-0 | 0-3 | 1-1 |     | 2-1  | 2-0 |
| K. VC Willebroek-Meerhof                                   | 1-3 | 0-2 | 1-4 | 0-5F | 2-2 | 0-5 | 0-9 | 0-1 | 1-9 | 2-3 | 0-3 | 0-4 | 2-2 | 0-4 |      | 1-1 |
| K. FC Eendracht Zele                                       | 1-1 | 0-3 | 0-0 | 0-0  | 0-1 | 1-1 | 0-4 | 0-0 | 4-3 | 1-1 | 0-0 | 1-1 | 3-2 | 1-4 | 5-0F |     |
| - Victoire à domicile - Match nul - Victoire à l'extérieur |     |     |     |      |     |     |     |     |     |     |     |     |     |     |      |     |

Le mercredi 27 avril 2011, le K. VC Willebroek-Meerhof est déclaré « en interdiction d'activités sportives » par l'URBSFA pour non respects des délais de paiements de nombreuses dettes. Le club n'est pas en mesure de régulariser immédiatemement sa situation et perd ses deux dernières rencontres (à Zele et contre Duffel) par forfait. Le « matricule 85 » est radié à la fin de cette saison.

### Promotion C

#### Classement
| Rang | Équipe                       | Pts | J  | G  | N  | P  | Bp | Bc | Diff |
| ---- | ---------------------------- | --- | -- | -- | -- | -- | -- | -- | ---- |
| 1    | K. PATRO EISDEN MAASMECHELEN | 74  | 30 | 23 | 5  | 2  | 63 | 20 | +43  |
| 2    | Excelsior Veldwezelt         | 60  | 30 | 19 | 3  | 8  | 50 | 30 | +20  |
| 3    | K. FC Oosterzonen Oosterwijk | 48  | 30 | 14 | 6  | 10 | 46 | 40 | +6   |
| 4    | K. SK Bree                   | 46  | 30 | 13 | 7  | 10 | 50 | 51 | -1   |
| 5    | K. FC St-Lenaarts            | 42  | 30 | 12 | 6  | 12 | 45 | 44 | +1   |
| 6    | K. SC Tongeren               | 40  | 30 | 11 | 7  | 12 | 47 | 39 | +8   |
| 7    | Spouwen-Mopertingen          | 40  | 30 | 11 | 7  | 12 | 43 | 40 | +3   |
| 8    | K. FC De Kempen T-L          | 40  | 30 | 11 | 7  | 12 | 45 | 58 | -13  |
| 9    | K. Witgoor Sport Dessel      | 39  | 30 | 10 | 9  | 11 | 36 | 34 | +2   |
| 10   | K. Overpeltse VV             | 39  | 30 | 10 | 9  | 11 | 37 | 40 | -3   |
| 11   | K. Excelsior SK Leopoldsburg | 39  | 30 | 9  | 12 | 9  | 38 | 32 | +6   |
| 12   | K. FC Zwarte Leeuw           | 38  | 30 | 11 | 5  | 14 | 40 | 55 | -15  |
| 13   | K. Herk FC                   | 37  | 30 | 10 | 7  | 13 | 32 | 38 | -6   |
| 14   | K. FC Lille                  | 33  | 30 | 8  | 9  | 13 | 46 | 48 | -2   |
| 15   | K. VV Heusden-Zolder         | 32  | 30 | 9  | 5  | 16 | 38 | 57 | -19  |
| 16   | K. Lutlommel VV              | 20  | 30 | 6  | 2  | 22 | 28 | 58 | -30  |

#### Résultats des rencontres de la Série C
| Résultats (▼dom., ►ext.)                                   | BRE | HER | HZO | KEM | LEO | LIL | LUT | OOS | OVE | PAT | SPO | STL | TON | VEL | WIT | ZWL |
| K. SK Bree                                                 |     | 5-0 | 1-0 | 4-5 | 0-4 | 1-3 | 4-1 | 2-2 | 1-3 | 0-3 | 1-0 | 4-0 | 1-0 | 3-1 | 0-0 | 3-0 |
| K. Herk FC                                                 | 0-1 |     | 3-1 | 3-0 | 1-1 | 1-1 | 1-1 | 0-0 | 0-2 | 3-3 | 1-0 | 4-1 | 0-1 | 0-2 | 0-2 | 1-2 |
| K. VV Heusden-Zolder                                       | 1-3 | 2-5 |     | 1-2 | 2-1 | 2-1 | 2-1 | 1-1 | 1-3 | 0-0 | 0-2 | 3-1 | 3-3 | 1-2 | 0-1 | 1-0 |
| K. FC De Kempen T-L                                        | 1-1 | 1-0 | 2-3 |     | 0-3 | 3-2 | 3-2 | 0-3 | 1-2 | 2-2 | 3-2 | 2-4 | 0-3 | 1-6 | 2-1 | 1-1 |
| K. Excelsior SK Leopoldsburg                               | 4-1 | 0-0 | 1-1 | 0-1 |     | 4-3 | 1-0 | 1-2 | 1-2 | 1-1 | 1-0 | 0-0 | 0-0 | 2-1 | 1-1 | 3-0 |
| K. FC Lille                                                | 2-1 | 4-0 | 2-2 | 1-2 | 2-2 |     | 1-0 | 3-1 | 1-1 | 2-5 | 2-0 | 0-2 | 0-1 | 0-3 | 1-1 | 1-1 |
| K. Lutlommel VV                                            | 2-1 | 0-2 | 0-1 | 0-0 | 2-0 | 3-2 |     | 1-0 | 0-3 | 1-4 | 2-5 | 1-3 | 1-3 | 0-1 | 2-0 | 1-2 |
| K. FC Oosterzonen Oosterwijk                               | 1-1 | 0-2 | 4-1 | 3-2 | 0-0 | 1-2 | 2-1 |     | 2-0 | 1-0 | 1-2 | 2-1 | 3-1 | 0-2 | 4-3 | 3-0 |
| K. Overpeltse VV                                           | 1-2 | 0-2 | 1-0 | 1-1 | 1-1 | 0-4 | 3-1 | 3-3 |     | 0-3 | 2-1 | 1-1 | 0-0 | 0-1 | 0-0 | 4-1 |
| Patro Eisden Maasmechelen                                  | 2-2 | 2-0 | 2-0 | 3-1 | 1-0 | 3-1 | 2-1 | 3-0 | 1-0 |     | 3-1 | 2-1 | 3-1 | 4-1 | 1-0 | 1-0 |
| Spouwen-Mopertingen                                        | 1-2 | 0-0 | 3-4 | 2-1 | 0-1 | 2-1 | 2-1 | 1-0 | 1-1 | 0-1 |     | 2-2 | 5-2 | 1-2 | 0-0 | 2-1 |
| K. FC St-Lenaarts                                          | 3-4 | 0-1 | 3-2 | 0-1 | 3-0 | 1-1 | 1-0 | 3-0 | 4-1 | 0-2 | 1-1 |     | 2-1 | 0-2 | 1-2 | 2-0 |
| K. SK Tongeren                                             | 6-0 | 0-1 | 3-0 | 1-1 | 1-0 | 2-2 | 0-3 | 0-2 | 1-1 | 1-0 | 1-1 | 1-2 |     | 6-0 | 4-2 | 0-1 |
| Excelsior Veldwezelt                                       | 4-0 | 1-0 | 3-1 | 3-0 | 1-1 | 0-0 | 4-0 | 0-2 | 1-0 | 0-2 | 0-1 | 2-0 | 1-0 |     | 2-1 | 0-0 |
| K. Witgoor Sport Dessel                                    | 0-0 | 3-0 | 0-1 | 1-1 | 2-1 | 1-0 | 2-0 | 1-2 | 3-1 | 0-1 | 2-2 | 1-1 | 1-2 | 2-0 |     | 2-1 |
| K. FC Zwarte Leeuw                                         | 1-1 | 2-1 | 4-2 | 0-5 | 3-3 | 3-2 | 3-0 | 3-1 | 1-0 | 0-3 | 1-3 | 1-2 | 3-2 | 2-4 | 3-1 |     |
| - Victoire à domicile - Match nul - Victoire à l'extérieur |     |     |     |     |     |     |     |     |     |     |     |     |     |     |     |     |

### Promotion D

#### Classement
| Rang | Équipe                     | Pts | J  | G  | N  | P  | Bp | Bc | Diff |
| ---- | -------------------------- | --- | -- | -- | -- | -- | -- | -- | ---- |
| 1    | R. FC UNION LA CALAMINE    | 64  | 30 | 20 | 4  | 6  | 67 | 43 | +24  |
| 2    | R. Wallonia Walhain C.G.   | 62  | 30 | 18 | 8  | 4  | 65 | 29 | +36  |
| 3    | R. Sprimont-Comblain Sport | 53  | 30 | 16 | 5  | 9  | 45 | 26 | +19  |
| 4    | R. FC Turkania Faymonville | 53  | 30 | 15 | 8  | 7  | 70 | 49 | +21  |
| 5    | R. Union Wallonne Ciney    | 51  | 30 | 16 | 3  | 11 | 63 | 56 | +7   |
| 6    | R. FC Sérésien             | 44  | 30 | 13 | 5  | 12 | 48 | 50 | -2   |
| 7    | R. US Givry                | 44  | 30 | 12 | 8  | 10 | 50 | 44 | +6   |
| 8    | R. RC Hamoir               | 44  | 30 | 12 | 8  | 10 | 48 | 46 | +2   |
| 9    | JS Habaysienne             | 39  | 30 | 10 | 9  | 11 | 51 | 46 | +5   |
| 10   | Etoile Elsautoise          | 39  | 30 | 10 | 9  | 11 | 43 | 46 | -3   |
| 11   | R. Aywaille FC             | 35  | 30 | 7  | 14 | 9  | 38 | 45 | -7   |
| 12   | R. Léopold Uccle FC        | 33  | 30 | 9  | 6  | 15 | 45 | 55 | -10  |
| 13   | R. JS Bas-Oha              | 32  | 30 | 8  | 8  | 14 | 39 | 52 | -13  |
| 14   | R. ES Couvin-Mariembourg   | 28  | 30 | 7  | 7  | 16 | 43 | 62 | -19  |
| 15   | R. Racing FC Montegnée     | 28  | 30 | 7  | 7  | 16 | 32 | 56 | -24  |
| 16   | R. FC Hannutois            | 15  | 30 | 4  | 3  | 23 | 30 | 72 | -42  |

#### Résultats des rencontres de la Série D
| Résultats (▼dom., ►ext.)                                   | AYW | BAS | CIN  | COU | ELS | FAY | GIV | JSH | RCH | HAN | LCA | MON | SER | SPR | LEO | WAL |
| R. Aywaille FC                                             |     | 2-2 | 1-2  | 5-2 | 3-1 | 1-2 | 2-2 | 1-0 | 0-0 | 2-0 | 3-3 | 1-0 | 0-2 | 0-1 | 1-1 | 1-2 |
| R. JS Bas-Oha                                              | 1-1 |     | 2-1  | 0-2 | 0-1 | 2-2 | 2-4 | 1-1 | 2-2 | 2-1 | 3-1 | 1-1 | 1-2 | 2-1 | 2-0 | 0-2 |
| R. UW Ciney                                                | 5-1 | 4-1 |      | 3-1 | 2-2 | 7-1 | 3-2 | 2-2 | 1-0 | 0-0 | 1-2 | 2-1 | 2-1 | 1-2 | 3-2 | 2-1 |
| R. ES Couvin-Mariembourg                                   | 0-0 | 0-1 | 0-2  |     | 3-3 | 0-1 | 0-3 | 3-2 | 2-3 | 3-2 | 1-2 | 1-1 | 4-5 | 1-2 | 3-2 | 1-0 |
| R. Étoile Elsautoise                                       | 4-0 | 2-4 | 2-3  | 1-3 |     | 1-1 | 2-0 | 1-0 | 1-1 | 3-1 | 1-0 | 1-1 | 3-1 | 0-0 | 1-1 | 0-1 |
| R. FC Turkania Faymonville                                 | 2-3 | 3-1 | 6-2  | 2-1 | 1-1 |     | 0-1 | 2-2 | 4-1 | 4-2 | 4-0 | 6-1 | 8-3 | 0-2 | 2-2 | 2-2 |
| R. US Givry                                                | 1-1 | 3-1 | 0-1  | 1-1 | 1-0 | 1-4 |     | 0-1 | 0-0 | 4-1 | 1-2 | 7-0 | 2-1 | 1-0 | 3-1 | 1-1 |
| JS Habaysienne                                             | 1-1 | 3-0 | 4-0  | 4-2 | 3-1 | 1-2 | 1-1 |     | 1-3 | 4-0 | 3-3 | 2-0 | 2-2 | 0-2 | 4-3 | 1-1 |
| R. RC Hamoir                                               | 2-2 | 1-1 | 2-0  | 1-3 | 3-2 | 0-2 | 1-1 | 4-1 |     | 1-0 | 1-5 | 0-2 | 2-0 | 1-3 | 4-1 | 4-2 |
| R. FC Hannutois                                            | 1-1 | 0-4 | 1-3  | 3-2 | 2-4 | 1-3 | 1-1 | 2-0 | 1-2 |     | 1-3 | 1-4 | 1-4 | 0-1 | 1-2 | 0-2 |
| R. FC Union La Calamine                                    | 2-0 | 4-1 | 3-2  | 3-0 | 2-0 | 2-1 | 5-1 | 1-3 | 2-1 | 3-0 |     | 2-1 | 2-2 | 0-3 | 4-1 | 1-1 |
| R. Racing FC Montegnée                                     | 0-0 | 1-1 | 0-5F | 1-1 | 0-1 | 0-1 | 5-1 | 2-1 | 0-5 | 4-1 | 2-3 |     | 1-2 | 0-2 | 2-2 | 1-0 |
| R. FC Sérésien                                             | 2-0 | 0-0 | 4-1  | 1-1 | 2-0 | 2-2 | 2-1 | 0-1 | 2-0 | 2-0 | 0-2 | 0-1 |     | 2-1 | 1-4 | 0-3 |
| R. Sprimont Comblain Sport                                 | 1-1 | 2-1 | 3-0  | 3-1 | 1-1 | 4-0 | 1-2 | 2-1 | 1-1 | 1-2 | 1-2 | 2-0 | 0-1 |     | 0-1 | 0-3 |
| R. Léopold Uccle FC                                        | 1-2 | 1-0 | 3-2  | 1-1 | 1-2 | 2-1 | 1-3 | 2-2 | 3-0 | 1-2 | 1-2 | 2-0 | 1-0 | 0-2 |     | 1-2 |
| R. Wallonia Walhain CG                                     | 2-2 | 3-0 | 6-1  | 4-0 | 5-1 | 1-1 | 3-1 | 2-0 | 1-1 | 3-2 | 3-1 | 2-0 | 4-2 | 1-1 | 3-1 |     |
| - Victoire à domicile - Match nul - Victoire à l'extérieur |     |     |      |     |     |     |     |     |     |     |     |     |     |     |     |     |

- Le R. Racing FC Montegnée perd la rencontre prévue contre Ciney par forfait (0-5). Pour ce match, prévue le samedi 15/01/2011, l'arbitre désigné, Monsieur Van Wijmeersch valide le terrain du stade de Buraufosse à Tilleur. Mais le Bourgmestre de la commune de Saint-Nicolas interdit la tenue de la partie. Cela parce que le stade est réservé au CS Tilleur Saint-Gilles (P1). Montegnée doit trouver une autre localisation mais n'y parvient pas. La sanction prononcée par le Comité Sportif de l'URBSFA le 2 février, est confirmée en Appel le 11 mars.

## Tour final des Promotions
Ce tour final oppose les « vainqueurs de période » des 4 séries du Promotion (D4 belge). Si un vainqueur de période est champion de sa série (ou si une même équipe remporte plus d'une période), le suivant au classement général prend la place au Tour final.
En règle générale, ce « Tour final des Promotions » offre deux places en Division 3.
L'ordre des rencontres est défini par un tirage au sort. Les différents tours successifs se jouent sur le terrain de la première équipe tirée au sort, avec élimination directe (prolongations et/ou tirs au but possibles). Le premier tour ne concerne que les douze qualifiés de Promotion. Les six qualifiés prennent part au deuxième tour en compagnie des deux barragistes de Division 3.
Enfin, le troisième et dernier tour désigne les deux équipes qualifiées pour le 3e niveau en 2013-2014.

### Participants
- Barragistes de D3 : R. Cappelen FC, K. SKL Ternat.
- Série A : R. Mouscron-Péruwelz, K. FC Sparta Petegem, K. VK Ieper.
- Série B : K. Londerzeel SK, K. Olympia SC Wijgmaal, K. Lyra TSV.
- Série C : Excelsior Veldwezelt, K. FC Oosterzonen Oosterwijk, K. FC De Kempen T-L.
- Série D : R. Wallonia Walhain CG, R. Sprimont Comblain Sport, R. FC Turkania Faymonville.

### Programme
L'ordre des rencontres se fait lors d'un tirage au sort dans les locaux de l'URBSFA, le lundi 9 mai 2011 au siège de la fédération.
Les vainqueurs des matches n° 11 et n°12 montent ou restent en Division 3.
|                                                |                              |                              | Score | Prol | TaB | Remarques |
| Première journée - les 14 et 15 mai 2011       |                              |                              |       |      |     |           |
| 1                                              | K. Olympia SC Wijgmaal       | R. FC Turkania Faymonville   | 2-0   |      |     |           |
| 2                                              | R. Mouscron-Péruwelz         | R. Sprimont-Comblain Sport   | 4-0   |      |     |           |
| 3                                              | K. FC Sparta Petegem         | K. Lyra TSV                  | 0-0   | 1-0  |     |           |
| 4                                              | R. Wallonia Walhain CG       | Excelsior Veldwezelt         | 3-2   |      |     |           |
| 5                                              | K. FC Oosterzonen Oosterwijk | K. FC De Kempen T-L          | 3-1   |      |     |           |
| 6                                              | K. VK Ieper                  | K. Londerzeel SK             | 5-1   |      |     |           |
| Deuxième journée - le 22 mai 2011              |                              |                              |       |      |     |           |
| 7                                              | K. FC Sparta Petegem         | K. FC Oosterzonen Oosterwijk | 2-1   |      |     |           |
| 8                                              | K. SKL Ternat                | R. Mouscron-Péruwelz         | 1-1   | 1-2  |     |           |
| K. SKL Ternat ⇒ Relégué !                      |                              |                              |       |      |     |           |
| 9                                              | R. Cappellen FC              | R. Wallonia Walhain CG       | 1-0   |      |     |           |
| 10                                             | K. Olympia SC Wijgmaal       | K. VK Ieper                  | 3-1   |      |     |           |
| Troisième journée - FINALES - le 29 mai 2011   |                              |                              |       |      |     |           |
| R. Mouscron-Péruwelz ⇒ Promu !                 |                              |                              |       |      |     |           |
| 12                                             | R. Mouscron-Péruwelz         | K. FC Sparta Petegem         | 2-0   |      |     |           |
| 11                                             | R. Cappellen FC              | K. Olympia SC Wijgmaal       | 0-1   |      |     |           |
| K. Olympia SC Wijgmaal ⇒ Promu !               |                              |                              |       |      |     |           |
| R. Cappellen FC ⇒ Relégué !                    |                              |                              |       |      |     |           |
| Quatrième journée - Repêchage - le 2 juin 2011 |                              |                              |       |      |     |           |
| 13                                             | K. FC Sparta Petegem         | R. Cappellen FC              | 1-4   |      |     |           |

- Aucune place ne se lmibère dans les divisions supérieures, le repêchage du 2 juin est donc sans effet.

## Barrages pour le maintien en Promotions
Les quatre 13e classés sont départagés par des matches à élimination directe. Les deux vainqueurs assurent leur maintien. Les deux perdants doivent prendre part au Tour final interprovincial. Le tirage au sort a lieu le 9 mai 2011 au siège de l'URBSFA.
|                                                |            |                 | Score | Prol | TaB |
| Barrage de maintien - le 15 mai 2011           |            |                 |       |      |     |
| 1                                              | SK Berlare | R. JS Taminoise | 7-2   |      |     |
| SK Berlare assure son maintien                 |            |                 |       |      |     |
| R. JS Taminoise ⇒ 'Tour final Interprovincial' |            |                 |       |      |     |
| 2                                              | K. Herk FC | R. JS Bas-Oha   | 1-1   | 1-1  | 5-4 |
| K. Herk FC assure son maintien                 |            |                 |       |      |     |
| R. JS Bas-Oha ⇒ 'Tour final Interprovincial'   |            |                 |       |      |     |

## Résumé de la saison
- Champion A: R. Géants Athois
- Champion B: K. RC Mechelen
- Champion C: Patro Eisden Maasmechelen
- Champion D: R. FC Union La Calamine

| Région flamande (X)             | Région flamande (X) | Province de Brabant (X)           | Province de Brabant (X) | Région wallonne (X)    | Région wallonne (X) |
| ------------------------------- | ------------------- | --------------------------------- | ----------------------- | ---------------------- | ------------------- |
| Province d'Anvers               | x                   | Province de Brabant               | x                       | Province de Hainaut    | x                   |
| Province de Flandre-Occidentale | x                   | dont Région de Bruxelles-Capitale | X                       | Province de Liège      | x                   |
| Province de Flandre-Orientale   | x                   | dont Province du Brabant flamand  | X                       | Province de Luxembourg | X                   |
| Province de Limbourg            | X                   | dont Province du Brabant wallon   | x                       | Province de Namur      | x                   |

## Montée vers le3eniveau
Les quatre champions: le R. Géants Athois, le K. RC Mechelen, le Patro Eisden Maasmechelen et le R. FC Union La Calamine sont promus en Division 3. Ils sont accompagnés par le R. Mouscron-Péruwelz et le K. Olympia SC Wijgmaal qui ont décroché leur promotion via la Tour final

## Descente depuis le3eniveau
En fin de saison, six clubs sont relégués depuis la Division 3. Le F. FC Izegem, le R. FC de Liège, l'UR Namur et le K. SC Wielsbeke sont descendants directs. Les deux autres relégués sont le R. Cappellen FC et le K. SKL Ternat qui ne parviennent pas à assurer leur maintien lors du tour final.

## Débuts en Promotion
Un club, le K. RC Mechelen, joue sa toute première saison de son Histoire au 4e niveau. Il devient (ex aequo avec le K. FC Katelijne) le 68e club différent de la Province d'Anvers à prendre part à ce niveau.

## Débuts en séries nationales (et donc en Promotion)
Huit clubs font leurs débuts en séries nationales. Ils portent à 501, le nombre de clubs différents ayant joué en séries nationales belges.
- K. FC Katelijne (87e club de la Province d'Anvers en séries nationales) - 68e Anversois en Promotion (ceci à égalité avec le K. RC Mechelen) ;
- SK Terjoden-Welle (55e club de la Province de Flandre orientale en séries nationales) - 52e Flandrien oriental en Promotion ;
- R. Union St-Ghislain T-H. et PAC Buzet (50e et 51e clubs de la Province de Hainaut en séries nationales) - 42e et 43e Hennuyers en Promotion ;
- R. Etoile Elsautoise (60e club de la Province de Liège en séries nationales) - 54e Liégeois en Promotion ;
- K. Herk FC et K. Lutlommel VV (51e et 52e club de la Province de Limbourg en séries nationales) - 46e et 47e Limbourgeois en Promotion ;
- JS Habaysienne (27e club de la Province de Luxembourg en séries nationales) - 23e Luxembourgeois en Promotion ;

## Relégations vers le niveau inférieur
Les 14 relégués, triés par Province, sont:
| Clubs                                                            |   | Provinces                       |
| ---------------------------------------------------------------- | - | ------------------------------- |
| K. FC Lille, K. VC Willebroek-Meerhof                            | ⇒ | Province d'Anvers               |
| K. SK St-P. Opwijk                                               | ⇒ | Province de Brabant             |
|                                                                  | ⇒ | Province de Flandre-Occidentale |
| K. Eendr Appelterre-Eichem, K. SV Sottegem, K. FC Eendracht Zele | ⇒ | Province de Flandre-Orientale   |
| PAC Buzet                                                        | ⇒ | Province de Hainaut             |
| R. JS Bas-Oha, R. Racing FC Montegnée, R. FC Hannutois,          | ⇒ | Province de Liège               |
| K. Lutlommel VV, K. VV Heusden-Zolder                            | ⇒ | Province de Limbourg            |
|                                                                  | ⇒ | Province de Luxembourg          |
| R. ES Couvin-Mariembourg, R. JS Taminoise                        | ⇒ | Province de Namur               |

## Montée depuis le niveau inférieur
Les 14 clubs promus depuis les séries inférieures sont:
| Provinces                       | Montant                                |
| ------------------------------- | -------------------------------------- |
| Province d'Anvers               | K. VV Vosselaar, FC Mariekerke         |
| Province de Brabant             | K. Kampenhout SK, FC Ganshoren         |
| Province de Flandre-Occidentale | Sporting West Harelbeke, K. VC Wingene |
| Province de Flandre-Orientale   | K. SK Maldegem, K. VC Jong Lede        |
| Province de Hainaut             | R. Entente Sportive Acrenoise          |
| Province de Liège               | R. Entente Blégnytoise                 |
| Province de Limbourg            | K. FC Esperanza Neerpelt               |
| Province de Luxembourg          | R. RC Mormont                          |
| Province de Namur               | R. FC Meux, R. Standard FC Bièvre      |

### Tour final interprovincial
Ce tour final oppose les équipes qualifiées depuis les  séries de Première Provinciale dans les six provinces qui ne bénéficient pas d'un second montant direct. Usuellement ce tour final offre deux places en Promotion.

#### Participants 2011-2012
- Barragistes de Promotion: R. JS Bas-Oha,R. JS Taminoise.
- Province de Flandre-Occidentale: K. VC Wingene.
- Province de Hainaut: CS Entité Manageoise.
- Province de Liège: R. Spa FC.
- Province de Limbourg: K. VK Wellen.
- Province de Luxembourg: FC JL Arlonaise.
- Province de Namur: R. Standard FC Bièvre

#### Résultats
L'ordre des rencontres est désigné par un tirage au sort qui a lieu dans les locaux de l'URBSFA, le lundi 9 mai 2011.
La qualification se joue en une seule manche, sur le terrain de la première équipe tirée au sort (Prolongations et tirs au but possibles).
|                                      |                       |                       | Score | Prol | TaB |
| Première journée - le 22 mai 2011.   |                       |                       |       |      |     |
| 1                                    | FC JL Arlonaise       | R. JS Taminoise       | 2-1   |      |     |
| R. JS Taminoise ⇒ Reléguée !         |                       |                       |       |      |     |
| 2                                    | R. Spa FC             | K. VC Wingene         | 0-5   |      |     |
| 3                                    | CS Entinté Manageoise | R. JS Bas-Oha         | 1-4   |      |     |
| 4                                    | K. VK Wellen          | R. Standard FC Bièvre | 1-1   | 1-3  |     |
| Deuxième journée - le 29 mai 2011.   |                       |                       |       |      |     |
| 5                                    | FC JL Arlonaise       | K. VC Wingene         | 1-1   | 2-2  | 4-5 |
| K. VC Wingene ⇒ Promu !              |                       |                       |       |      |     |
| 6                                    | R. JS Bas-Oha         | R. Standard FC Bièvre | 0-2   |      |     |
| R. Standard FC Bièvre ⇒ Promu !      |                       |                       |       |      |     |
| R. JS Bas-Oha ⇒ Reléguée !           |                       |                       |       |      |     |
| Repêchage éventuel - le 2 juin 2011. |                       |                       |       |      |     |
| 7                                    | FC JL Arlonaise       | R. JS Bas-Oha         | 1-4   |      |     |

- Aucune place ne se libère dans les divisions supérieures, le repêchage du 2 juin est donc sans effet.